# Nisza niwalna
Nisza niwalna – zagłębienie w powierzchni stoku, zwykle płytkie, o półkolistym zarysie, utworzone w wyniku niszczącej działalności płata śnieżnego, który nie zdołał przekształcić się w lodowiec górski, zwykle z powodu zbyt małej dostawy śniegu. Zjawisko to nosi nazwę niwacji. Na jej przedpolu mogą powstać niskie moreny niwalne.
W Polsce występują w Karkonoszach, na Babiej Górze oraz Śnieżniku oraz być może w Górach Izerskich.